# Palacio del Parlamento de Suecia

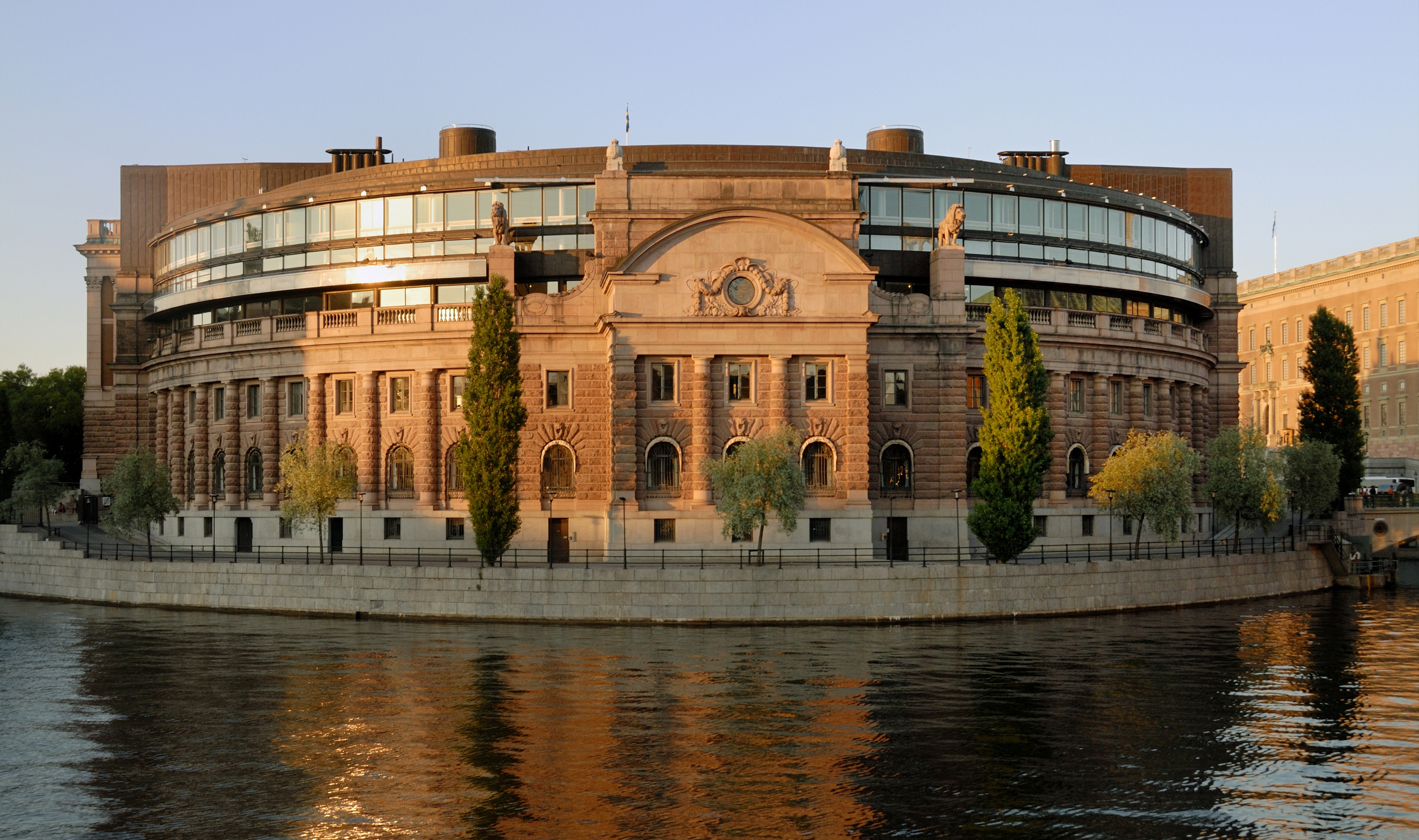
Vista oeste del Riksdagshuset.

El palacio del Parlamento de Suecia (en sueco: Riksdagshuset) es la sede del Parlamento de Suecia, el Riksdag. La edificación ocupa casi la mitad de la isla de Helgeandsholmen, en el distrito antiguo de Gamla Stan en el centro de Estocolmo.

## Arquitectura
El complejo de edificios fue diseñado por Aron Johansson en estilo neoclásico, con el sector central de la fachada en estilo neobarroco. Su construcción se extendió desde 1897 hasta 1905.
En 1889 se realizó un concurso para seleccionar el diseño del nuevo edificio del Parlamento de Suecia que ganó Johansson. El nuevo palacio legislativo reemplazó al antiguo parlamento (el Gamla Riksdagshuset) ubicado en la isla de Riddarholmen.
Originalmente los dos bloques que forman el complejo fueron construidos para que en uno de ellos se alojara el Parlamento y en el otro, con forma semicircular, el Banco de Suecia (o Sveriges Riksbank).
Ampliación del Salón de Plenos
Cuando en 1971 el poder legislativo sueco pasó de un sistema bicameral a otro unicameral, el Banco de Suecia se trasladó y se remodeló el edificio que ocupaba este último para alojar el nuevo Salón de Plenos del Parlamento. Durante esta reforma el Parlamento se trasladó temporalmente a la Kulturhuset (Casa de la Cultura) que se acababa de construir al sur de la Plaza Sergel, en la zona central de Estocolmo.